# デーヴィス・マンジャ
デーヴィス・マンジャ（Devis Mangia (イタリア語発音: [ˈdɛːviz ˈmandʒa]、1974年6月6日 - ）は、イタリアのサッカー指導者。

## 特徴
クラシックな4-4-2システムの信奉者であり、両サイドアタッカーを戦術のキーマンとしている。多大な影響を受けた人物としてアリーゴ・サッキを挙げており、「イタリアのサッカーを変えた」と評している。

## 略歴
現役時代はゴールキーパーだったが、故障の影響もあり、また法律の勉強に専念するために僅か20歳で現役を退く。引退後はアマチュアリーグでユース年代の指導者としての活動も開始し、2004年にセアン・ソリアーノSDに招かれASヴァレーゼでプロとしての指導者キャリアをスタートさせた。
当時ヴァレーゼは財政難により6部降格処分を受けており極めて厳しい状況にあったが、ソリアーノ親子（セアンの父リッカルドは1971-74年にミランでプレーした元プロサッカー選手で、破産したヴァレーゼを買収し会長に就任した）ら新しいフロント陣とマンジャら現場がうまく噛み合い2シーズンでプロリーグであるセリエC2に復帰した。マンジャはその後2007年までヴァレーゼを率いた。
ヴァレーゼ退職後は3シーズンアマチュアクラブを率いたが、大きな成果を挙げることはできなかった。
マンジャが大きな注目を浴びたのは2010年、セリエBにまで昇格していたヴァレーゼのユースチームを率いてからである。このシーズンヴァレーゼ・プリマヴェーラはカンピオナート・プリマヴェーラを過去最高の準優勝で終え、マンジャは同チームを大躍進に導いた青年監督として注目と期待を集めるようになった。
そして2011年6月、この年新しくパレルモのSDに就任したソリアーノに三度招かれ、2008-09シーズンのチャンピオンチーム・パレルモと2年契約を結ぶと、9月1日にトップチームの監督であるステファノ・ピオリが解任されたため急遽トップチーム監督に就任する事になる。この際、マンジャはセリエAを率いるためのライセンスを所持していなかったが、特例が認められている。9月11日のインテル戦でデビュー、初勝利を挙げる。なおこの試合でマンジャはヴィンチェンツォ・モンテッラの記録を塗り替え、セリエA史上最年少監督となった。しかし、12月18日のカターニアとのシチリアダービー敗戦後の翌19日に解任された。6週間前にクラブとの契約を来シーズン終了まで延長した矢先の解任劇となった。
2012年7月17日、U-21サッカーイタリア代表監督に就任。

## 人物関係
ジュゼッペ・サンニーノとは友好関係にある。サンニーノはマンジャがヴァレーゼ・プリマヴェーラを率いたシーズンのトップチーム監督であり、マンジャと同じくサッキからの影響を公言する人物である。

## タイトル

### 監督時代
CSウニヴェルシタテア・クラヨーヴァ
- クパ・ロムニエイ:1回（2017-18）